# Phyllis Logan
Phyllis Margaret Logan (Paisley, 11 januari 1956) is een Schotse actrice.
Logan behaalde haar diploma in 1977 aan de Royal Scottish Academy of Music and Drama, waarna ze het Dundee Repertory Theatre vervoegde. Na twee jaar verkaste ze naar Edinburgh voor theater- en televisiewerk. In 1983 kreeg ze als eerste langspeelfilmrol de hoofdrol als Janie in Another Time, Another Place, de debuutfilm van de Engelse regisseur Michael Radford. De film leverde haar een filmprijs als beste actrice op het internationaal filmfestival van Taormina, de krant de Evening Standard bekroonde haar als beste actrice van 1983 en in 1984 kreeg ze voor haar rol de BAFTA debuutprijs voor "Most Outstanding Newcomer to Film".
Logan had ook een hoofdrol in de film van Mike Leigh uit 1996, Secrets & Lies en rollen in een aantal andere films en televisieseries. In 2010 speelde ze als Christine Moorhead een hoofdrol in de laatste aflevering van A touch of Frost. Vanaf 2010 speelde ze Mrs Hughes, Elsie Hughes, het hoofd van de huishouding in Downton Abbey. Zij kreeg als onderdeel van de gehele cast hiervoor in 2012 de Screen Actors Guild Award voor uitstekende prestatie door een ensemble in een dramaserie. Ze kroop opnieuw in de huid van Mrs. Hughes in de speelfilms Downton Abbey (2019) en Downton Abbey: A New Era (2022). 
- Bibliothèque nationale de France: cb14200092j (data)
- Catàleg d'autoritats de noms i títols de Catalunya: 981058515443506706
- Gemeinsame Normdatei: 1179499131
- International Standard Name Identifier: 0000 0001 1751 4639
- Library of Congress Control Number: no2002011416
- Nationale Bibliotheek van Tsjechië: xx0124346
- Nationale Bibliotheek van Israël: 987007325756405171
- Nationale Bibliotheek van Polen: a0000002930303
- Nederlandse Thesaurus van Auteursnamen: 157374211
- Système universitaire de documentation: 06918402X
- Virtual International Authority File: 24812137
- WorldCat: E39PBJcR83ffCcgBm8BdJ3gtKd